# Zweeds-Noorse Oorlog
De Zweeds-Noorse oorlog, ook wel bekend als de veldtocht tegen Noorwegen (Noors: Det Norske felttoget; Zweeds: Fälttåget mot Norge), werd in de zomer van 1814 tussen Zweden en Noorwegen uitgevochten.

## Achtergrond
Denemarken en Noorwegen vormden sinds 1380 een personele unie. Vrij snel verschoof de politieke macht naar het Deense deel van het rijk en vanaf 1536 werd het een eenheidsstaat, het Koninkrijk Denemarken en Noorwegen. Het Noors werd meer en meer verdeenst en daaruit ontstond het in een deel van Noorwegen gesproken Bokmål.
Tijdens de napoleontische oorlogen koos Denemarken de kant van Napoleon en Zweden de zijde van de geallieerden. Na de nederlaag van Napoleon in 1813 viel Zweden Denemarken binnen en dwong dit tot de Vrede van Kiel, welke op 14 januari 1814 werd ondertekend. Hierbij moest – onder meer – Noorwegen door Denemarken aan Zweden worden afgestaan. De eveneens tot Noorwegen behorende gebieden Groenland, IJsland en de Faeröer bleven Deens.
Noorwegen accepteerde de Vrede van Kiel niet. Op 27 februari 1814 verklaarde Noorwegen zich onafhankelijk, en op 17 mei 1814 werd de Deense prins Christiaan (de latere koning van Denemarken) tot koning van Noorwegen uitgeroepen. Dit werd door Zweden niet aanvaard.

## Verloop
De Noorse en de Zweedse troepen kwamen tegenover elkaar te staan. De Zweden waren echter beter toegerust, zowel met aantallen militairen als met marineschepen. De Zweden overschreden de grens bij Halden en al spoedig werd duidelijk dat het Noorse leger niet tegen hen opgewassen was. 

## Einde
De Noren moesten de Zweedse voorwaarden accepteren. Na onderhandelingen van 10-14 augustus 1814 werd het Verdrag van Moss getekend. De Noorse koning trad af en Noorwegen vormde met Zweden een personele unie onder de Zweedse koning, maar wel met een eigen grondwet en parlement.